# Saint-Saturnin, Marne
Saint-Saturnin är en kommun i departementet Marne i regionen Grand Est (tidigare regionen Champagne-Ardenne) i nordöstra Frankrike. Kommunen ligger i kantonen Anglure som tillhör arrondissementet Épernay. År 2022 hade Saint-Saturnin 48 invånare.

## Befolkningsutveckling
Antalet invånare i kommunen Saint-Saturnin
| Referens: INSEE |